# Lista campionilor mondiali la șah

FIDE

Lista campionilor mondiali la șah:

#### „Neoficiali”, dar larg acceptați și recunoscuți
| - Legall de Kermeur (1730-1747) - Francois-André Philidor (1747-1795) - Alexandre Deschapelles (1800-1820) - Louis de la Bourdonnais (1821-1840) - Howard Staunton (1843-1851) | - Adolf Anderssen (1851-1858) - Paul Morphy (1858-1862) - Adolf Anderssen (1862-1866) - Wilhelm Steinitz (1866-1886) |

#### Declarați oficial campioni
| - Wilhelm Steinitz (1886-1894) - Emanuel Lasker (1894-1921) - José Raúl Capablanca (1921-1927) - Aleksandr Alehin (1927-1935) - Max Euwe (1935-1937) - Aleksandr Alehin (1937-1946) - Mihail Botvinnik (1948-1957) - Vasili Smîslov (1957-1958) | - Mihail Botvinnik (1958-1960) - Mihail Tal (1960-1961) - Mihail Botvinnik (1961-1963) - Tigran Petrosian (1963-1969) - Boris Spasski (1969-1972) - Robert Fischer (1972-1975) - Anatoly Karpov (1975-1985) - Garri Kasparov (1985-1993) |

#### Campionii mondiali în versiunea FIDE (1993-2006)
| - Anatoli Karpov (1993-1999) - Alexander Khalifman (1999-2000) - Vishwanathan Anand (2000-2002) | - Ruslan Ponomariov (2002-2004) - Rustam Kasimdzhanov (2004-2005) - Veselin Topalov (2005-2006) |

#### Campionii mondiali în versiunea clasică
- Gari Kasparov (1993-2000)
- Vladimir Kramnik (2000-2006)

#### Campionii mondiali în versiunea unificată
- Vladimir Kramnik (2006-2008)
- Viswanathan Anand (2008-2013)
- Magnus Carlsen (2013-prezent)